# 臺北市私立金甌女子高級中學
臺北市私立金甌女子高級中學，簡稱金甌女中，是一所位於臺灣臺北市大安區的私立高級中等學校。前身為吉見女子裁縫學園，為台北市第一所改制普通高中的職業學校。
1955年於新北市永和區增設分部，但因為少子化於2016年裁撤。同年5月成立亞洲語文中心，著重語言教學，除原有英日語，新增韓語及東協十國語言教學。

## 歷史

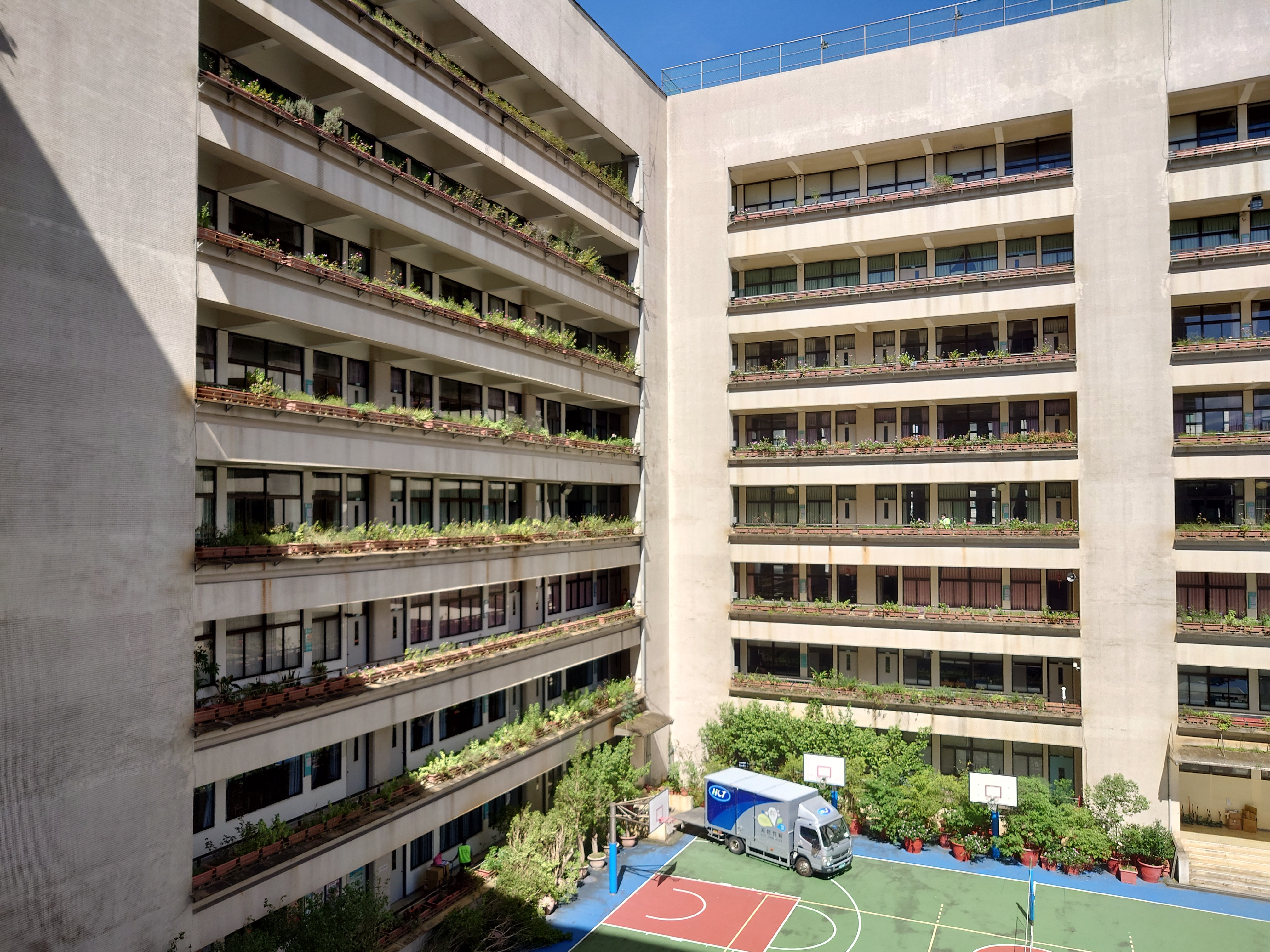
金甌女中校園

- 1930年：吉見まつよ（Kichimi Matsuyo）在台北市福住町創辦吉見女子裁縫學園。
- 1946年：湖北旅台人士為紀念台灣光復，在吉見女子裁縫學園舊址創辦金甌小學，是為該校創始之雛形。
- 1948年：呈奉台灣省政府教育廳核准改為私立金甌女子商業職業學校，設高、初級部。
- 1955年：增設永和分部，招收男生。
- 1963年：停止招收男生，恢復原女校體制。
- 1968年：奉令停辦初職。
- 1990年：更名為台北市私立金甌女子高級中學，為台北市第一所改制普通高中的職業學校。招收普通科及商業職業類科學生。
- 2004年：接辦「臺北市大安社區大學金甌校區」業務。
- 2016年：成立亞洲語文中心。永和分部裁撤，校舍轉租給莊敬高職使用。[1][2]

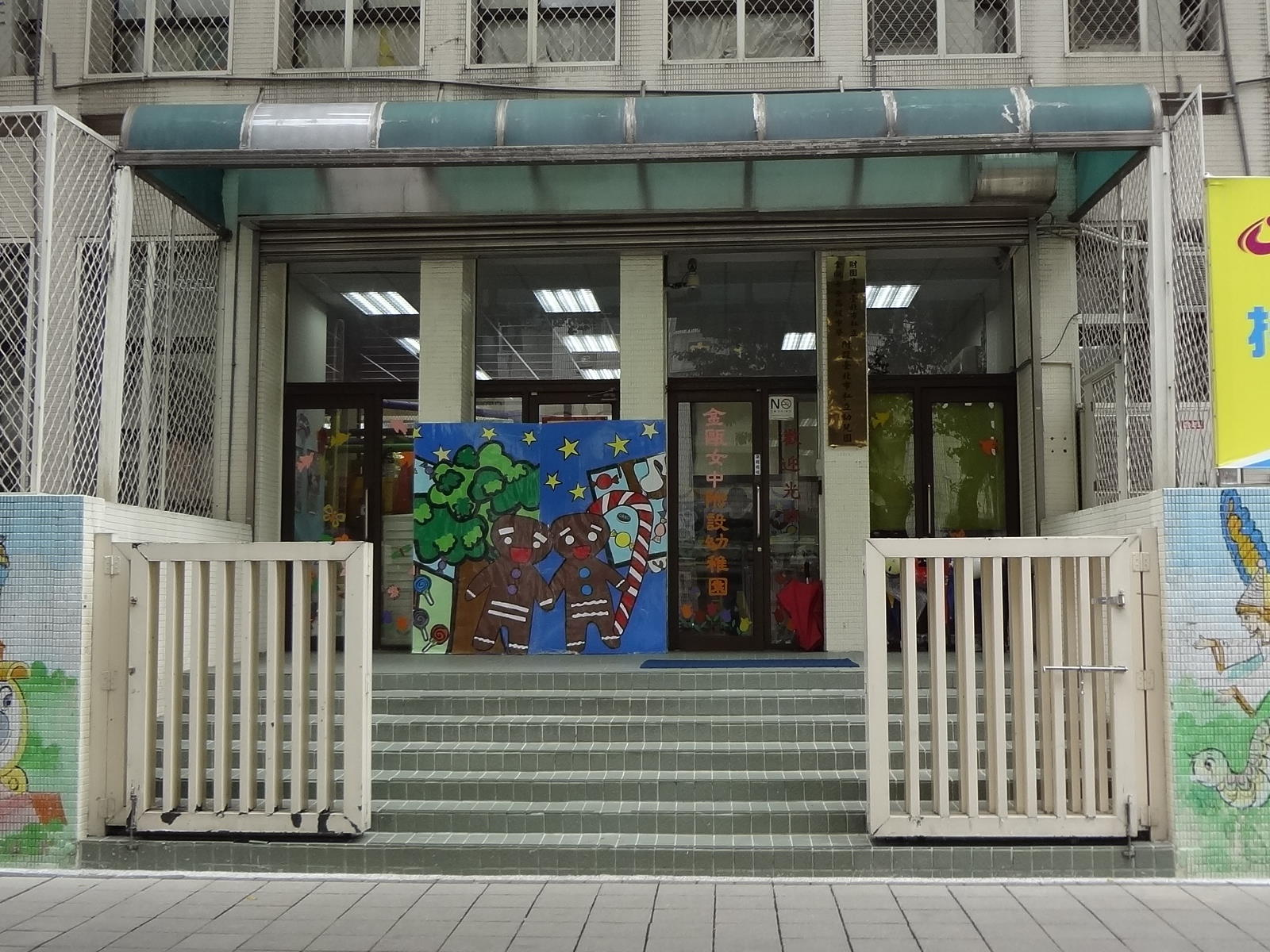
金甌女中附設幼兒園

## 歷任董事長
1. 瞿荊洲
2. 居正
3. 張知本
4. 何成濬
5. 賀國光
6. 劉伯文
7. 陳紹平
8. 李煥
9. 楊亭雲
10. 劉瑞生
11. 葉世騄

## 歷任校長
1. 周召南
2. 邵百昌
3. 劉世珍
4. 彭振剛
5. 羅亨湖
6. 韓務和
7. 童中儀
8. 王維民
9. 田桂華

## 外部連結
- （繁體中文）金甌女中官網 （页面存档备份，存于）